# Lauren Hall
Lauren Hall (født 2. februar 1979) er en amerikansk cykelrytter, der kører for  Sho-Air TWENTY20. Hun deltog i kvindernes holdkørsel ved VM i landevejscykling 2013 i Firenze. Hun vandt Gent-Wevelgem for kvinder i 2014.